# Claudia von Lanken
Claudia von Lanken (* 3. Juni 1977 in Schleswig) ist eine deutsche Fußballtrainerin und ehemalige Fußballspielerin. Zuletzt trainierte sie bis Oktober 2011 die Bundesliga-Frauenmannschaft des 1. FC Lokomotive Leipzig.

## Werdegang
Von Lanken war Torfrau. Ihre Karriere begann beim SV Olympia Rheide. Über den SSV Klein Bennebek kam sie zum Schmalfelder SV und später zum FFC Heike Rheine. 1995 gewann sie mit der U-21-Nationalmannschaft den Nordic Cup. Ihr erstes Länderspiel für die A-Nationalmannschaft absolvierte sie am 24. April 1997 in Lübeck gegen Spanien. Im Sommer des gleichen Jahres wurde sie mit der Nationalmannschaft Europameisterin, kam im Turnier aber nicht zum Einsatz. Ihr drittes und letztes Länderspiel absolvierte sie am 8. März 1998 in London gegen England.
1999 wechselte sie zum Hamburger SV. Gleich in ihrer ersten Saison im HSV-Tor wurde sie Meisterin der Regionalliga Nord. Während der Saison gewann die Mannschaft alle Spiele, scheiterte aber in der Aufstiegsrunde. Ein Jahr später wurde die Mannschaft erneut ungeschlagen Meister, schaffte aber den Aufstieg. Nach dem sofortigen Wiederabstieg erfolgte die prompte Rückkehr. Am 19. Oktober 2003 verwandelte sie im Bundesligaspiel gegen den 1. FC Saarbrücken einen Elfmeter. Im Dezember 2004 unterzog sie sich einer erneuten Knieoperation. Nach der Saison 2004/05 beendete sie im Sommer ihre aktive Karriere aufgrund von verschiedenen Verletzungen.
Sie übernahm das Traineramt der zweiten Mannschaft des HSV und führte diese auf Anhieb zurück in die 2. Bundesliga. Als Aufsteiger belegte die Mannschaft in der Saison 2006/07 den zweiten Platz und ist damit der bisher beste Aufsteiger aller Zeiten.
Zur Saison 2011/12 wechselte von Lanken als 2.-Bundesliga-Meistertrainerin zum Vizemeister 1. FC Lokomotive Leipzig, da dieser im Gegensatz zur 2. Mannschaft des HSV in die Bundesliga aufsteigen durfte. Nach fünf Spieltagen der Bundesligasaison 2011/12 und lediglich drei Punkten wurde von Lanken Anfang Oktober entlassen.
2012 wurde sie Trainerin der zweiten Mannschaft von FSV Gütersloh 2009. 2013 wechselte sie als Assistenztrainerin zum SC Sand. Im Februar 2017 übernahm von Lanken, nach dem Abgang von Colin Bell zu Irland, den SC Sand als Cheftrainerin auf Interimsbasis.
Claudia von Lanken ist gelernte Erzieherin.

## Erfolge
- Europameisterin 1997  (ohne Einsatz)